# Nemausus
Nemausus (del gal Nemausos que designava una divinitat celta) fou una ciutat de la Gàl·lia Narbonense situada a la via domícia que anava des d'Arelate (actualment Arle) a Hispània passant per Narbona. Correspon actualment a la ciutat de Nimes, nom que deriva de l'occità antic Nemze, evolució normal de Nemausus.
Claudi Ptolemeu l'esmenta com a Nemausus Colonia. Abans de l'arribada dels romans va ser la capital dels volques arecòmics i governava sobre 24 pobles de la rodalia.
Queden moltes restes romanes a Nimes, en destaca especialment: un amfiteatre, més gran que el de Verona i que podia contenir 20.000 persones, el temple anomenat Maison Carrée (Casa quadrada), la font dedicada a Nemausus, un misteriós edifici anomenat Temple de Diana, la Torre Magna, la torre de les aigües (Castellum divisorium) i una porta de la muralla.

## Història
Les primeres proves d'haver estat un lloc habitat per grups humans són de finals del segle vi aC. Es tractava d'unes cabanes construïdes amb maons de tova i amb sostres fets de palla lligada a un tronc central col·locat en forma vertical. Aquesta forma d'habitatge primitiu va ser progressivament abandonat per altres construïts en pedra. Cap al segle iii aC el nombre d'habitants havia augmentat prou com per permetre's la construcció d'una muralla amb diverses torres de vigilància. A la part inferior es va afegir un suplement de 3,50 m d'alçada per reforçar la protecció. Segons les estimacions, aquesta muralla devia incloure no menys de 30 ha, i això representa una àrea quatre o cinc vegades superior a la resta d'oppidum que es van construir en aquell temps al sud de França. Nemausus era considerada la capital dels celtes anomenats volques arecòmics.
Tenia una importància territorial considerable, per dues raons: 
- En primer lloc, la ciutat estava situada en un encreuament de camins, cosa que els seus habitants van aprofitar per convertir-la en centre comercial. Se sap per les troballes arqueològiques, amb qui es van produir els intercanvis comercials. S'ha trobat, per exemple, (principalment en tombes) àmfores o altres artesanies ceràmiques de tot el món mediterrani (Massàlia, Etrúria, i fins i tot Grècia).
- La segona raó de la creixent importància de Nemausus està vinculada a la seva fama per posseir una font sagrada. El culte al déu Nemausus que habitava aquella font natural i que va donar el seu nom a la ciutat, atreia multituds de peregrins durant molts anys.

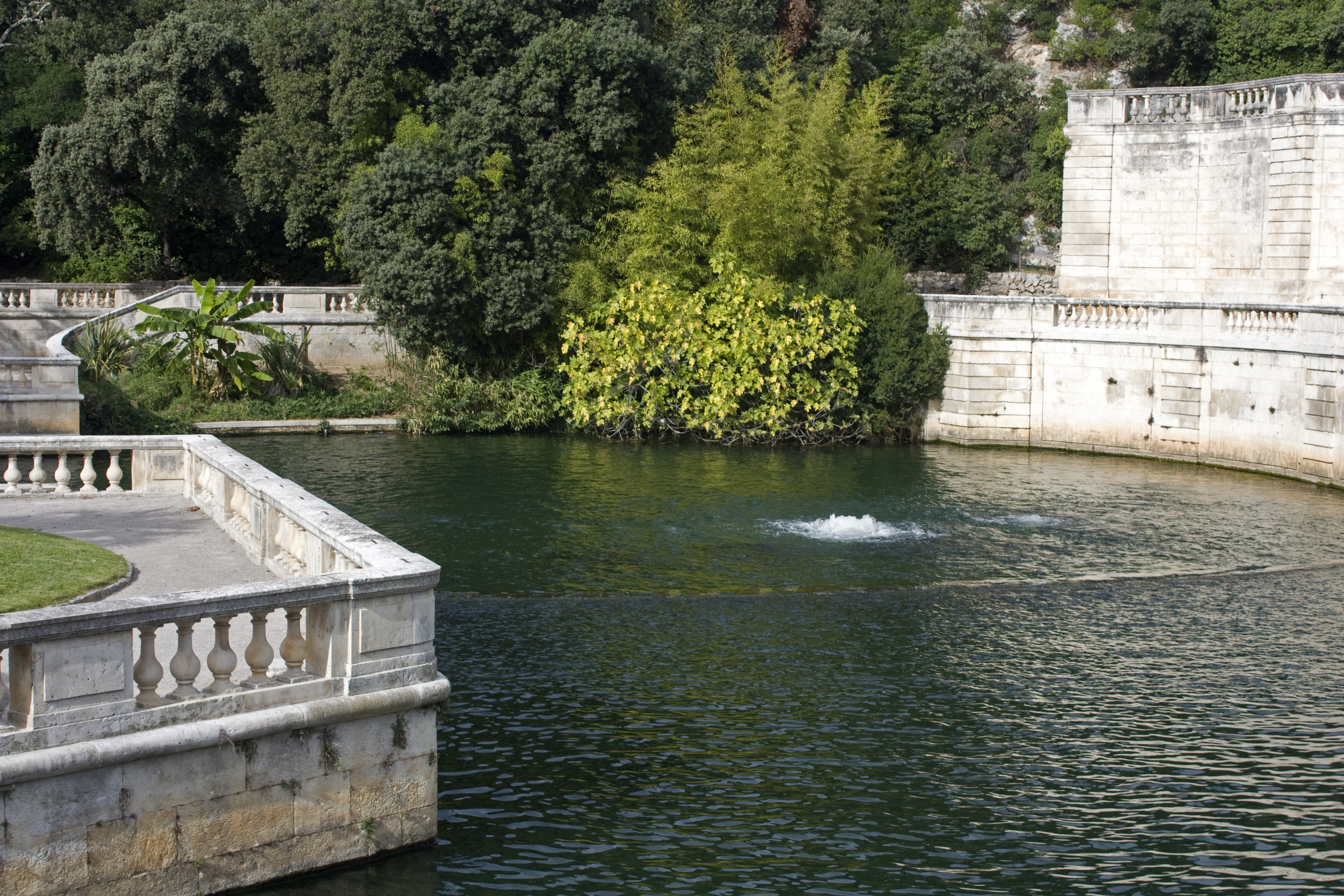
Aspecte actual de la font de Nemeusus

A partir del 121 aC, la regió mediterrània de la Gàl·lia va passar a formar part del territori romà i va prendre el nom de Gàl·lia Transalpina. El desenvolupament de la ciutat de Nemausus es va intensificar encara més, gràcies a la seva ubicació geogràfica, ja que la ciutat estava travessada per la Via Domitia, una calçada construïda pels romans sobre un antic camí gal anomenat la pista Heraclea. La Via Domitia va convertir-se en essencial en el desenvolupament econòmic de la ciutat, ja que Nemausus era pas obligat pels qui volien anar des de la península Itàlica fins a la península Ibèrica. Durant el primer segle abans de Crist, Nimes es desprèn a poc a poc de la influència de Massàlia (Marsella) per entrar progressivament en l'òrbita de Roma. Després de la conquesta de Marsella per Juli Cèsar, la romanització de Neumasus es va accelerarar; la ciutat va rebre el títol de Colònia Augusta Nemausus. Aquesta permetia a la ciutat mantenir una certa autonomia sense que això fos obstacle per la seva romanització, cos que ja es podia veure, per exemple, en les inscripcions en llatí de les monedes. Arquitectònicament, la ciutat va adquirir una forma més romana amb la construcció de diversos edificis de caràcter públic. De la mateixa manera, les cases van començar a ocupar la plana, ja que la part alta del turó quedava insuficient. Símbol de la romanització i de l'expansió urbana de va ser els edils i qüestors que, en exercir el càrrec, rebien la ciutadania romana, encara que no estaven subjectes directament al governador romà.

## Organització social
Hi havia entre els gals una jerarquia formada per tres classes socials: els ciutadans lliures, els lliberts i els esclaus. La romanització no va aportar gaires canvis, ja que els romans tenien una estructura social semblant. L'esclau no tenia cap dret, però sí un nombre important de deures el més important dels quals era servir bé al seu amo.
El llibert obtenia el seu estatus gràcies a la voluntat de l'amo, per tant ell i la seva família li havien de retornar el favor amb la seva actitud vers ell. Encara que conquerits, els ciutadans de Nemausus es consideraven ciutadans lliures, van conservar les seves pertinences, el seu cognom, però només van gaudir de la ciutadania romana uns pocs que tenien càrrecs públics. En un començament eren considerats a mig camí entre un civis romanus(ciutadà romà) i un peregrinus (foraster). A causa de la poca resistència que van presentar als romans, aquests els van posar facilitats l'accés a la nova ciutadania a través de l'exercici de càrrecs administratius i amb el temps els van incloure en la gens Voltinia.

## Vida econòmica

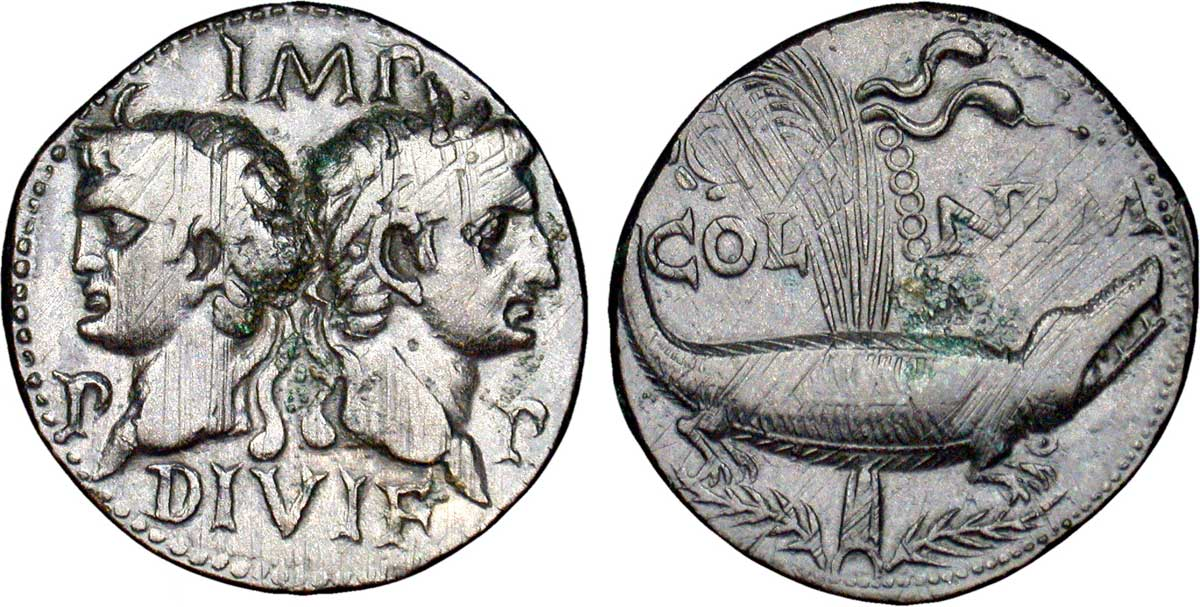
El dupondius va ser l'origen de l'actual escut heràldic de la ciutat de Nimes

A Nemausus s'encunyaven monedes de plata i de bronze. En les més antigues es troba la inscripció en lletres gregues la paraula Namasat(Nemasus) i la imatge d'un senglar. A partir de l'any 28 aC van encunyar una moneda anomenada dupondius, amb la imatge d'un cocodril. A l'anvers estava la cara de l'emperador August amb corona de llorers i la cara d'Agrippa, el seu gendre, amb la corona rostrata. Al revers, un cocodril encadenat a una palmera representant la submissió d'Egipte a Roma. Es creu que el motiu triat per la moneda podria ser la instal·lació a la ciutat de veterans de guerra que havien participat en la victòria d'August de l'any 31 aC. Aquesta moneda va esdevenir el símbol de Nemausus i és actualment el motiu de l'escut heràldic de Nimes.
Hi devia haver una gran producció de ceràmica, ja que s'han trobat les restes de forns, destinats a aquesta funció, al sud de la font sagrada, sobretot àmfores. També s'ha proposat l'existència de tallers de tintorers al sud del fòrum. El gran nombre de mosaics trobats suggereixen que l'activitat comercial de Nemausus podia estar estretament vinculada a la seva activitat artística.

## La recerca d'aigua

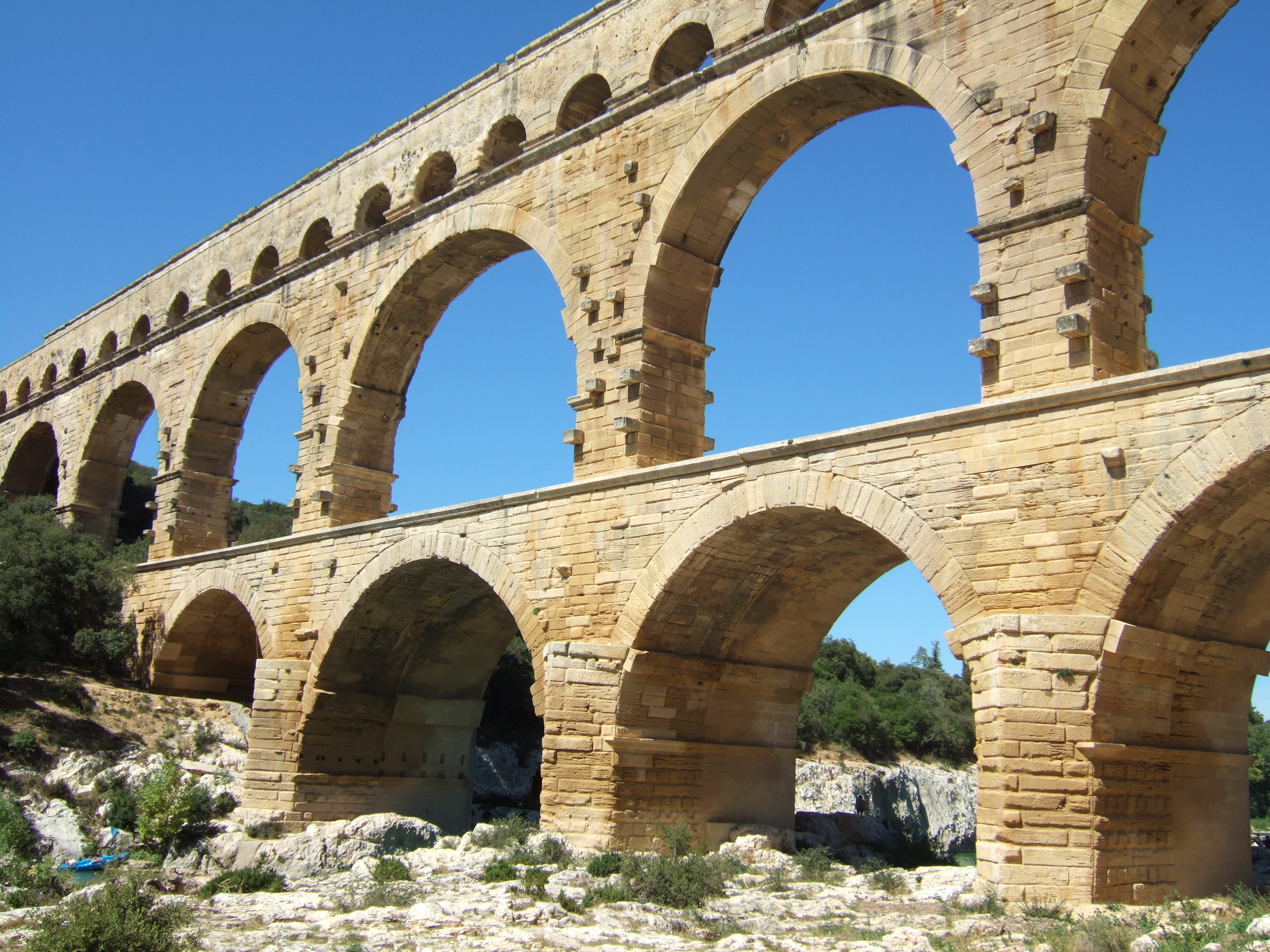
El Pont del Gard

A Nemausus, abans del segle i aC, la gents tenia la necessitat d'aigua coberta amb la font sagrada. Amb el creixement de la població, els recursos d'aigua van resultar insuficients, per tant es va construir un aqüeducte entre els anys 40 i el 60 dC sota els regnats de Claudi i Neró. Aquest aqüeducte transportava aigua des d'unes fonts situades a 50 km (les fonts de l'Eure) i repartia l'aigua per diferents fonts de la ciutat i banys. Té un desnivell de 12 metres entre el punt inicial i el final, i una llargada de 275 m. L'alçada mitjana és de 49 metres. El tram més conegut té el nom de Pont del Gard.En arribar a la ciutat l'aigua s'emmagatzemava al castellum divisorium, una estructura circular de 5,5m de diàmetre, la qual tenia tres sortides.

## Altres construccions romanes
Els habitatges d'època romana tenien la diferència amb els construïdes a la península italiana, que els graons d'accés i les teules eren de fusta en lloc de pedra. Se'n conserven algunes restes en la proximitat de la coneguda maison Carrée.
Per acollir espectacles s'hi va construir un gran amfiteatre, que avui dia s'anomena Les Arenes. Constituïa una el·lipse de 133 m de llargada per 101 m d'amplada, amb una pista central de 68 m, amb capacitat per 24.000 espectadors.
També es va edificar un teatre a prop de la font sagrada, el qual no s'ha conservat. Tenia capacitat per 20.000 espectadors. Això està amb relació a la idea que tenien els romans d'aquestes representacions, les quals estaven dedicades als déus.
Com que l'antiga muralla dels volques arecòmicis era insuficient, els romans en van fer una de nova al segle i aC, que va resultar molt útil fins i tot després de la caiguda de l'imperi. Va ajudar a resistir les invasions dels francs i només va ser greument malmesa al segle viii, durant les guerres de Carles Martell. Al segle xi, es va reconstruir sobre les restes de l'anterior. Tenia 2,10 m de gruix i una dotzena de portes, la més important anomenada Porta d'August. En realitat eren tres portes, cadascuna d'elles amb quatre obertures, dues per al trànsit rodat i dues per als vianants.

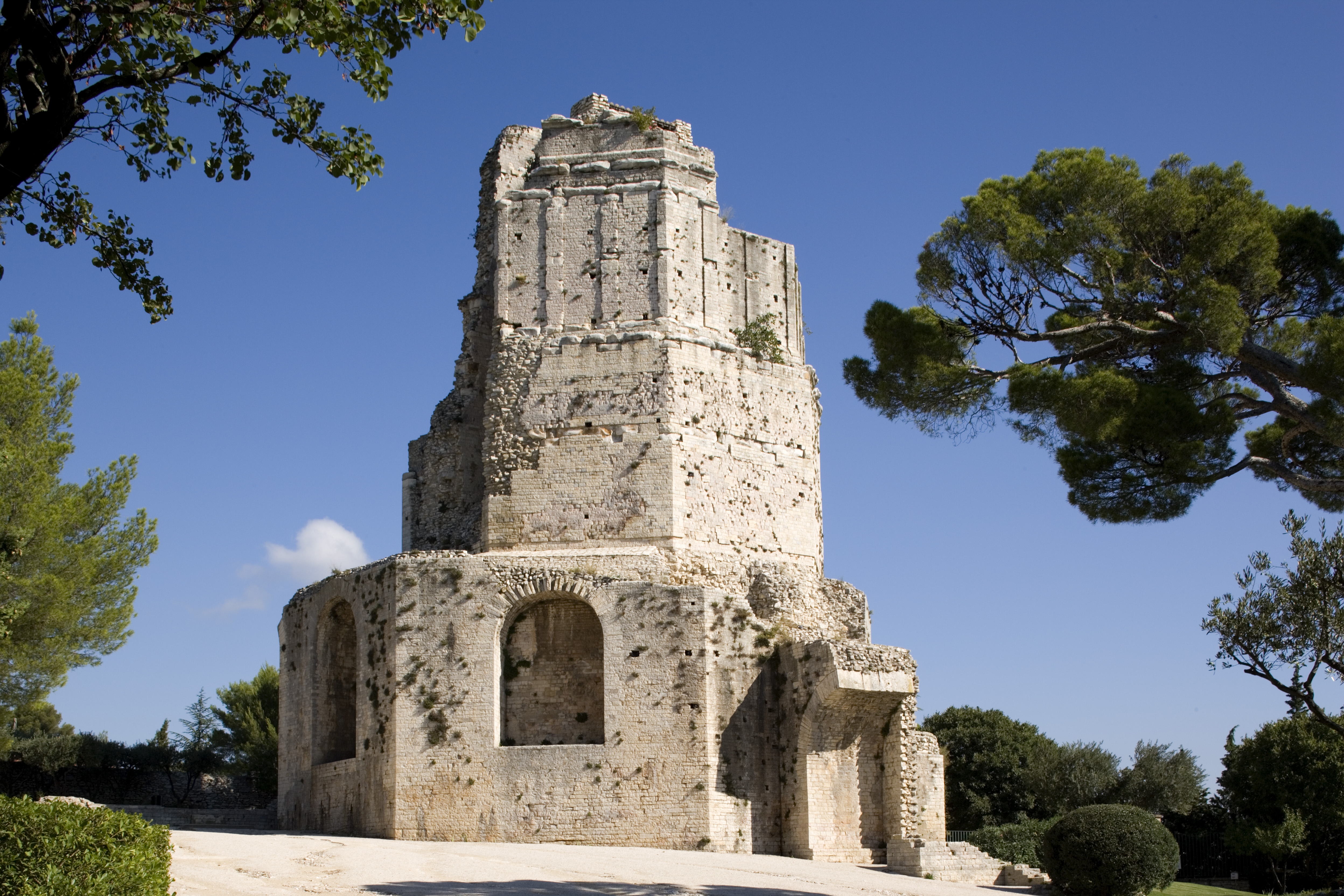
La Torre Magna

La Torre Magna (en occità, Torre Mahna) era un edifici preromà que va ser transformat en època d'August. Amb una alçada de 18 m a finals del segle iii aC, feia 36 m en l'època romana i actualment només 32,50 m. Era de base octogonal i estava situada en el punt més alt a 110 m. Sembla que la seva funció principal era la de servir de torre de vigilància, tot i que la seva ampliació en temps de pau podia ser un regal de les autoritats romanes per augmentar el prestigi de la ciutat en recompensa pels tributs recaptats.

## El santuari de la font

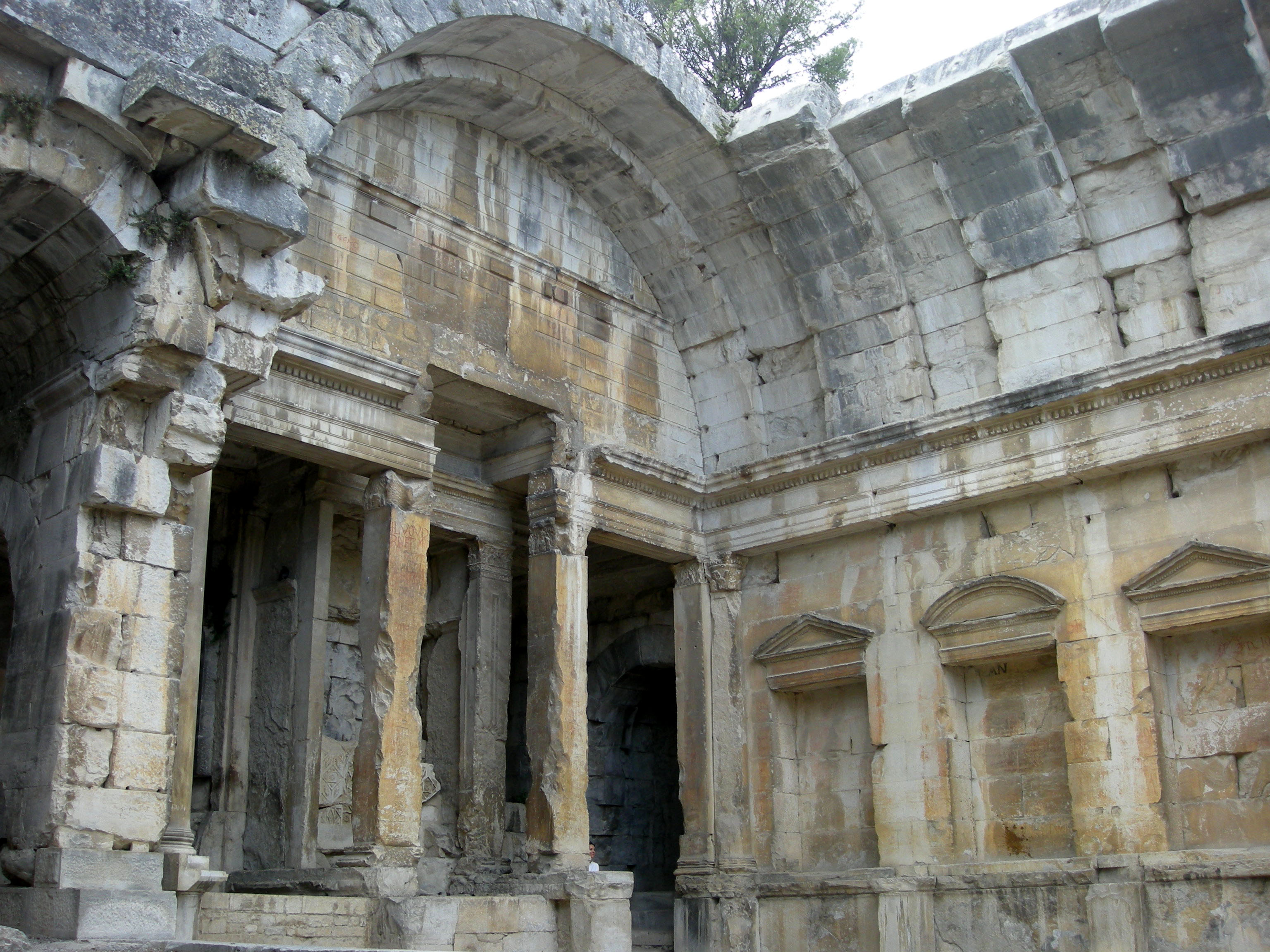
temple de Diana

Al costat de la font santa del déu Nemausus, els romans van construir un santuari dedicat a l'emperador (l'Augusteum), una gran piscina de marbre (el nimfeu), un petit teatre (odèon) i un edifici que avui dia s'anomena Temple de Diana però que en realitat es desconeix si era un temple, ja que hi ha indicis que podria haver estat una biblioteca.

## La Maison Carrée
La Maison Carrée era el temple del fòrum de la ciutat. Va ser el segon dedicat al culte imperial, l'altre estava a la font sagrada. Aquest és el temple millor conservat del món romà. Va ser construït entre el 10 aC i el 4 dC, a l'extrem sud del fòrum, sota el regnat d'August i té una inscripció dedicada a la glòria dels seus fills.